# پادشاهی اسکس
پادشاهی اسکس (انگلیسی باستان: Ēast Seaxna Rīce)، یکی از هفت پادشاهی آنگلوساکسون‌ها که در قرن ۶ میلادی تأسیس شد و مناطقی همچون اسکس، هرتفوردشر، میدلسکس و کنت را شامل می‌شد. شاهان پادشاهی اسکس اغلب وابسته پادشاهی های دیگر بودند. آخرین پادشاه اسکس سیگرد بود و در سال ۸۲۵ میلادی این پادشاهی توسط اگبرت به پادشاهی وسکس پیوست.

## تهاجم آنگلوساکسون‌ها
در انتهای سده ۴ میلادی، رهبر رومی انگلستان از قبایل آلمانی خواست که در انگلستان مستقر گردند. او با این تصمیم می‌خواست که ژرمن‌ها را متحدانی صمیمی برای بخش رومی انگلستان سازد؛ تا از حملات پیکت‌ها جلوگیری کند. اما نتیجه خلاف انتظار بود. سیل اقوام ژرمن از جمله ساکسون‌ها و انگلس‌ها و ژوت‌ها، در آغاز سده ۵ میلادی، رومیان انگلیسی را ناگزیر به ترک جزیره نمود. آغاز قرون وسطا در انگلستان را، همزمان با همین تهاجم‌ها ذکر کرده‌اند. قبایل ژرمنی، پس از بیرون راندن رومیان، سلت‌ها را نیز به سمت غرب به عقب راندند. انگلس‌ها و ساکسون‌ها نام خود را به این خطه دادند. انگل لند یا انگلند. این افراد را انگلوساکسون می‌نامیدند.
پیش از آمدن مسیحیت توسط رومی‌ها، مردم پیرو مذاهب سلتی و ژرمنی-مشتمل بر انواعی از ستایش و پرستش طبیعت- بودند. ۱۵۰ سال پس از آخرین یورشهای ژرمان‌ها، پاپ گرگوری کبیر رهبر کلیسای مسیحی، جرئت کرد که میسیونرهای خود را به رهبری اگوستین به سوی انگلوساکسون‌ها بفرستد. شاه کنت از انگلوساکسون‌ها با شاهزاده‌ای مسیحی از فرانک‌ها ازدواج کرد. این ازدواج، شاه کنت را مسیحی کرد و به موجب همکاری کنت با اگوستین، مسیحیت در جزیره گسترش یافت. تا سده هفتم، مسیحیان انگلستان تحت نظارت و کنترل مذهبی کلیسای رم قرار گرفتند. در این زمان انگلستان از وحدت سیاسی برخوردار نبوده و به چندین کشور متخاصم تقسیم شده بود؛ که از جمله مهم‌ترین آن‌ها می‌توان به نورثامبریا، مرشا، کنت و وسکس اشاره نمود.
سرانجام در سال ۸۲۹ میلادی، کلیه این ممالک، اگبرت، شاه وقت وسکس را به عنوان پادشاه انگلستان برگزیدند. اگبرت نخستین پادشاه از سلسله ساکسونهای غربی بود؛ با این وجود در اسکاتلند و ایرلند حکومت‌های محلی دیگری قدرت داشتند. در زمان جانشینان اگبرت، انگلستان با هجوم اقوام نورمان مواجه گردید. در سده ۹ میلادی، آلفرد کبیر از وسکس پادشاه انگلیس شد. او وایکینگهای دانمارکی را در سال ۸۷۸ میلادی شکست داد، و آن‌ها را وادار کرد تا تقسیم انگلستان را به دو قسمت وسکس و Danelaw به رسمیت بشناسند. آلفرد کبیر مدارس زیادی ساخت، نیروی دریایی بریتانیا را تشکیل داد و لندن را از دست دانمارکی‌ها خارج کرد.